# Bobby Lohse
Bobby Roy Lohse (ur. 3 lutego 1958 w Mölndal) – szwedzki żeglarz sportowy. Srebrny medalista olimpijski z Atlanty.
Zawody w 1996 były jego drugimi igrzyskami olimpijskimi – zajął drugie miejsce w klasie Star. Partnerował mu Hans Wallén. W 1992 zajęli piąte miejsce. W 1993 byli wicemistrzami świata.
Bobby Lohse jest ojcem kulomiota Magnusa Lohse i oszczepnika Jonasa Lohse.